# Warez
Warez（ウェアーズ、ワレズ）とはインターネットなどを用いて非合法的に配布・販売されている商用ソフトウェアのこと、あるいは、非合法な方法でソフトウェアなどをやりとりする行為である。

## 概要
Warezの多くは、著作権を無視して不正にコピーされたソフトウェアであり、Warezの配布、取得、利用は、著作権法に違反する可能性が高い。また、Warezを利用するためには、多くの場合、管理者権限でインストーラーを起動する必要があるため、マルウェアを起動させようと目論むクラッカー等の標的になりやすい。
用語
"Software"の"ware"に複数形の"s"を変化させた"z"をつけたものが由来であり、英語では「ウェアーズ」と発音するが、日本ではローマ字読みで「ワレズ」と呼ばれる。日本での読みはある掲示板における誤読が由来だと言われている。(「ファイルの分割から転じて」とする説は、割れよりWarezが先にある用語のため後付だと思われる。)また、そこから派生してインターネット掲示板などでは「割れず」、「割れ物」、「割れ」などの表記が用いられる場合があり、洒落として、俗に「割れ物にはご注意ください」などと書かれることもある。また、Warez行為を行う者は「ワレザー」と呼ばれることがある。日本において、Warezは主にファイル共有ソフトを悪用して配信されており、ファイル共有ソフトの利用者が「ワレザー」と呼ばれることがある。
ファイルのやり取り

一般的に日本では目立たぬように行われているが、ごく最近では事情が変わってきている。(後述)。
日本国外においてはウェブサイトで告知を行い、半ば公然と交換をしている事例も多いが、大体の場合そうしたサイトは、wareファイルにリンクする事で逮捕を免れている。

## 主な手法
Warezは、商用ソフトウェアの有料化以前の段階における機能制限などを解除し、利用料金を支払ったことと等価の状態を得ることであり、その手法にはいくつかの種類が存在する。
シリアルナンバーの不正入手
利用料金を支払ったことを証明するパスワード（シリアル）を不正に入手することで、利用料金の支払を回避する方法（Serialzなどと呼ばれる）。「Keygen」と呼ばれる特定のアルゴリズムにより機械的に生成するシリアルナンバーに関して、そういったアルゴリズムを解析・入手し、シリアルの生成を再現するものも含む。
プログラムの改変
プログラムを直接改変することで、シリアルナンバー入力などの利用料金支払い・あるいは「ドングル」と呼ばれる装置などの装着確認に関するプロセスを破壊し、無力化してしまう方法。「クラック／クラッキング」などと呼ばれる。そのようにして改変されたプログラムの多くが、インターネットを通じたコピーの対象になっている。また、改変されたプログラムとの差分だけを流通させることも多い。
コンシューマゲーム機
ゲーム機のソフトウェアでは、特定の機器などを通じてPC上で用いるためのデータに変換する手法が採られる。本来バックアップや自主修理のためのものだったが、これがwarezとして流通するようになった。特に旧世代のゲーム・ソフト（ファミコン・ゲームボーイなど）は、容量が小さいうえにプロテクトなども存在しないため、コピーされたゲームソフトが大量に流通している。自主修理及びバックアップに関しては、自分の所有している物から取り込んだ物のみが該当し、他からダウンロードしたものはWarezとみなされる。また、同名のハードウェアやソフトウェア本体を自身が持っており、PC上で稼動するスクリプトと同じであると確認できる場合は、Warezに含まれないと言われることもあるが、これは間違いである。

## コピーソフトの歴史
この問題は歴史が長く、日本では1970年代後半から1980年代の8ビットパソコンの時代（特に8ビット御三家全盛期）より、ソフトウェアの不正なコピーを行うケースが見られた。背景としては、1985年末まで著作権法では「プログラムの著作物」を明示的に保護対象にしていなかったことや、当時の8ビットパソコンは家庭用ゲーム機に比べ所持する年齢層が高いこともあり、「マニア」と呼ばれる技術分野に関心度の高いユーザーの占める比率が高かったことや、パソコンそれ自身で開発環境も併せ持つことからリバースエンジニアリングが比較的容易であったことなどが考えられる。
また、当時はソフトウェア媒体をレンタルする「レンタルソフト屋」なる商売も存在していた。こういった店舗では、コピーツールのような脱法コピー用ソフトウェアを同一の店頭で販売するような状況であり、総じて著作権を尊重する意識は低かった。また、取締りを行なう業界団体も、当時はまだ存在していなかった。一例をあげると、現在では東証二部上場を果たしているソフマップ（現在ビックカメラの子会社）は、もとを正せば高田馬場で営業していた『レンタルソフト屋』であり、当時も同名の店舗であった。
プロテクトに関しては、この当時のソフトウェア媒体が書き込みに特別な装置を必要としないフロッピーディスクやカセットテープといったものに依存しており、カセットテープで供給されていたソフトでは、基本的には音楽再生用（家電）のカセットデッキでのダビングを行なうことで、簡単に複製が可能であった。
フロッピーディスクのソフトでは、一部に特殊なフォーマットを施しておき、そこが再現されているかどうかをチェックしていた。しかし当初は、このプロテクト措置もソフトウェア上で工夫すれば簡単に再現できるようなものが多く、更にはこれを実現するための「コピーツール（バックアップツール）」と呼ばれるソフトが出回るようになった。それにつれ、ソフトウェアの側では段々とパソコン本体だけでは再現できないフォーマットを用いるようになり、コピーツールの側も再現するための拡張ハードを用意するなど、さながらいたちごっこの様相を呈するようになる。
当時の著作権法では技術的保護手段の回避が禁止されていなかったので、最終的にコピーツール側は、ディスクを書き換えてプロテクトをチェックするコードを外すためのパッチ集（「パラメータファイル」と呼ばれる）を使用してコピーするファイラーに落ち着いた。対してプロテクトを掛ける側は、プログラムコードの暗号化や、プロテクトが外れていなくても一見正常動作しているように見せる「後チェック」、特殊な装置（ドングル）を本体に付けさせるハードプロテクト、説明書や付属品にある情報を入力しないとインストールなどで先に進めなくするマニュアルプロテクトなどで対抗したが、どれも効果は薄く、ソフトが発売されて一ヶ月以内にはパッチが出回っているという状態であった。
この当時、ライセンスという考え方はまだ浸透していなかった。ソフトウェアのコピーは、人の集まる学校のサークルなどで行われ、またコピーを商売とした「コピー屋」も存在した。個人でのコピーは、電磁的記録の破損に対する備えの「バックアップ用途」（著作権法第47条の3の「プログラムの著作物の複製物の所有者による複製等」、著作権法第30条の「私的使用のための複製」）、サークル（家庭内その他これに準ずる限られた範囲内に該当する場合に限る。）では「共同購入」（著作権法第30条の「私的使用のための複製」）という大義名分が存在したが、それを商売にすることは明らかな著作権侵害で、実際に警察に摘発されたコピー屋も存在する。ソフトの貸し出しを商売にする「レンタル屋」についても、著作権侵害の追及の手が入った。しかしコピーツール自体は取り締まられず、摘発してもあまり効果はなかった。またアマチュアの作ったコピーツールを、積極的に公開する雑誌も存在した。
ロイヤルティーこそないものの、市場規模の小さいパソコンの分野においては、コピーツールの存在がソフトの設定価格にも響くことになった。主に小遣いの少ない学生がコピーソフトを入手して周囲にばらまき、それが結果的にソフトウェアの売上本数の伸びを妨げ、供給価格が下がらない（または高くなる）、という悪循環が生じていた。
またこの当時では、ゲームソフトを厳密かつ公平に評価するメディアも少なかったために、新作ソフトの出来がいいかどうかは「購入するまで判らない」、という事情もあった。また、8ビット末期、新作ソフトがフロッピー3〜5枚で定価が5,000円〜15,000円（大抵は1万円弱で、大作では簡単に1万円を超えた）程度であったのに対して、新品の2D・5.25インチフロッピーディスクが、ノーブランドと呼ばれる粗悪品であれば10枚100円程度で入手できた。
8ビット時代のこれらの苦い経験が、16/32ビット時代になってからの著作権法の改正や社団法人コンピュータソフトウェア著作権協会 (ACCS) の設立、有力ソフトハウスのコンシューマ機への移行、パソコンでの（開発費が少ないアダルトゲームの増加などに繋がっていった。また、新機種で発売されるメディアのCD-ROM化にも影響を与えた。

## 最近の変化
P2P通信がもたらされる以前は、公開FTPなどでアップロードされたものや、Warez行為を目的として公開されたホームページからダウンロードされるものであった。この際には、ダウンロード用ツール(古くはGetRightやIriaなど)を駆使することが多く、またダウンロードに成功しても偽装と呼ばれる暗号化（どんな方式かは分からない）が施されていることが殆どで、仮にこのようなサイトを見かけても、基本的にはマニア以外が目当てのものをダウンロードするのは難しい方式であった。
この方式はクライアントサーバ型であり、日本国内外のフリーサーバの管理が厳しくなるにつれ、
1. Warezサイトが公開され、そのサイトから違法にファイルがダウンロードされるようになる
2. ホームページが削除される
3. URLを変え再アップロード・再び公開

のプロセスが繰り返されるという、まさにいたちごっこの状態であった。しかしWarezサーバが存在し、そこからデータをダウンロードさせる方式であれば、配布する人間は基本的に限られており、またその人物の特定も比較的簡単であったため、その中で日本国内においても著作権法違反でWarezサイトの公開者に対する取り締まりも行われていた。
しかし、現在でも日本以外の国では、ソフトウェアのクラックをしたり、リッピングを行ったチームが、“リリース”と称し配下のFTPサーバーへ“ダンプ”し、それが他のチームの同様のダンプサーバーにコピーされていくことが、Warez配布のスタートである。これらチームの規模、数等の統計情報はないが、全世界で数千人〜数万人が何らかのチームに属していると考えられ、彼らが利用するこれらのFTPサーバーは暗号化された通信を行い、完全にクローズドなチームメンバー同士のファイルの交換という昔からの形態を保っている。大半の者はP2Pを忌み嫌っているが、中にはP2Pに流出させてしまう者もおり、これが一般へと流れてしまう元となる。また、チームメンバー同士の連絡に利用されるIRCのチャンネルもやはり非公開であるが、クラックされたソフトウェアやメディアファイルと同時に配布されるNFOファイル(「information」(説明)の略と思われる)にアスキーアートなどを用いてサインをすることが暗黙のルールとなっており、注意深く長期間にわたり観察をしていれば、彼らとコンタクトを取ることも不可能ではない。主に西ヨーロッパにおいて、数年に一度程度の割合で捜査当局により摘発されるチームが存在するが、それはこういった脇の甘いチームが摘発されているに過ぎない。この点において、ほぼFTPやIRCといった通信手段を使わず、また自身の“リリース”のファイルネームやNFOファイルにこだわりを見せない日本のクラッカーの特殊性は、国際的に見れば際立っている。(逆に日本のネットワークユーザーから見れば狭い範囲とはいえ複数の人と協力してクラック、それをチームの成果として配布するといった事は異常に見える。)
やがて"Napster"の開発によって、不特定多数と大量のデータをやり取りするP2Pが可能になり、これにより取締りが厳しい国をまず中心に公開FTPでのダウンロードは衰退し、その後Napster,Gnutella,WinMX,Winny,Shareなど利用されるネットワークの遍歴はあるものの、現在一般にはP2Pネットワークを悪用した行為を中心として蔓延している。またこの中でも、現在でも規制の緩い国を中心に、旧来の特殊なソフトウェアを利用しないFTPなどを悪用したものが大々的に行われている国もあり、当然それらはインターネット上に公開されているため、外国などからもアクセスがあり、以前に比べて取り締まりが難しくなりつつある状況である。
ごく最近は国内の事情が変わってきており、従来の「アンダーグラウンド」な文化といった認識が低くなっている。原因には高速回線の普及、インターネットユーザの低年齢化、P2Pや海外FTPなどの情報を載せた多種の雑誌の販売、ユーザー同士での情報共有を手軽に行える無料レンタルwikiの登場(所謂「まとめサイト」「まとめwiki」)、ネット通販の普及など様々で、いずれにせよ誰でも簡単にWarezができる環境が整ったということが上げられる。高速回線の普及でソフトウェア、ネット通販の普及でハードウェア(マジコン等)、まとめサイトの登場で情報、これら全て簡単に入手できてしまう。またブログやmixiといった場所でWarezをしていることを記載し2ちゃんねるなどで所謂"炎上"といった状態に陥る人も出てきている。
これに対し、コピー防止技術については、
- 特定のエラーパターンで隠蔽したパターンを埋め込むなどしたメディア
  - コストが比較的安いことなどから主にカジュアルコピーを防止することを目的としたコピー防止技術としてはよく使われる。しかし、元々が規格上にないデータ方式であるため互換性問題は常について回り、さらに方式の多くはエラーなどによく似ていることから、市販ソフトのエラー防止技術、補正によりデータが壊れることを回避するための機能などによって、意図せずともプロテクトを回避されてしまうこともある。
- コピー防止のために物理的な装置の装着を要求するハードウェアプロテクト（ドングル）
  - コピーを行うならば、コピーが難しいものを付属することによって、防止するというものである。しかし、これもソフトウエアそのものに手を加えたり、特殊なソフトウエアで仮想的に装置がつながっていることを装うことで回避するなどの手段がとられるなどし、ソフトウエアでは処理の難しい暗号を生成するなどといった機能を持たせるなどした結果、非常にコストが増加する結果につながる。現在ではドングル方式は、3DCGソフト、特にCAD,CAM,CAEなどといった、業務で使用する非常に高価なソフトウェアにしか採用されなくなってきている。
- ネットワークや電話を利用したアクティベーション（ライセンス認証）
  - マイクロソフトのOS、WindowsやシマンテックのNorton Internet Securityなどに採用されているのが、インターネットを用いた認証システムである。これらはいずれも、インストールの際に使用したプロダクトキーやCDキーなどを基に、それぞれの会社に置かれている認証サーバにユーザーがインターネット経由でアクセスし、そのキーが有効であるかを認証するシステムである。しかしマイクロソフトのWindows は、世界中のクラッカー達が発売後わずか数時間で、その認証システムを回避するプログラムを作ってしまうなど問題点があり、その後新たにWGAと言う認証システムを導入するも、こちらもリリース後たった数時間で、システムを回避するコードがインターネット上に出回ってしまった。いずれもインターネットを利用して認証を行なうシステムであり、インフラ整備が遅れている地域やネットに接続できないような環境では、個別に電話対応するなどして認証を行なっている。

このように、様々な認証システム及びコピー防止技術が新たに発表されては回避されてしまう、といういたちごっこが、現在まで延々と続いている。